# Speocera machadoi
Speocera machadoi is een spinnensoort uit de familie Ochyroceratidae. De soort komt voor in Mexico.